# 青森総合卸センター
協同組合青森総合卸センター（きょうどうくみあいあおもりそうごうおろしセンター）とは、青森県青森市問屋町にある青森県で最初の卸商業団地である。
創立は1967年（昭和42年）で、2017年（平成29年）10月23日に創立50周年を迎えた。
創立時には42社で組織され、1983年（昭和58年）には第二問屋町を拡幅・増設し、現在約133社が加盟している。問屋町と第二問屋町を合わせた総面積は約158千坪（522千m2）で、青森市で最大の流通拠点となっている。

## 概要
| 名称             | 協同組合 青森総合卸センター |
| 所在地           | 〒030-0131 青森県青森市問屋町2丁目17番3号 |
| 理事長           | 柳谷 章二 |
| 設立             | 1967年（昭和42年）10月23日 |
| 登記             | 1967年（昭和42年）12月15日 |
| 出資金           | 135,650千円 |
| 組合員数         | 133社 |
| 従業員数         | 約2,500名 |
| 年間総販売額     | 1,300億円 |
| 総事業費         | 355億円 |
| 総面積           | 530,885平方メートル |
| 共同事業         | - 高度化事業 - 金融事業 - 共同駐車場事業 - 業務委託事業 - 高速事業 - 共同施設管理事業 - 共同物流事業 - 情報事業 - サポート事業 - 共同求人事業 - 環境事業 - 交通対策事業 - 安心・安全事業 - 健康事業 - 交流ストア事業 - 若者定着促進事業 - 景観事業 - ビジネススクール事業 - レクリエーション事業 - コミュニケーション事業 |
| 組合員業種別構成 | 1. 食品・飲料品 18社 2. 医薬・化粧品 3社 3. 繊維・衣服身の回り 3社 4. 機械・器具 23社 5. 建築材料・鉱物 29社 6. 文具・事務機器 6社 7. 日用雑貨・生活関連 10社 8. 運搬業 9社 9. サービス業 7社 10. 卸業以外 25社 合計133社(2025年4月現在)                                                                                  |

## 歴代理事長
| 代数  | 氏名        | 在任期間   | 会社名                             |
| ----- | ----------- | ---------- | ---------------------------------- |
| 初代  | 後藤 栄一郎 | 1967－1978 | ㈱角弘                             |
| 2代目 | 堀内 幸八   | 1978－1983 | 丸大堀内㈱（旧：㈱丸大堀内商店）   |
| 3代目 | 熊谷 秀雄   | 1983－1984 | ㈱熊谷商店                         |
| 4代目 | 七尾 哲郎   | 1984－1985 | 盛喜㈱                             |
| 5代目 | 田中 虎之助 | 1985－2001 | 丸本田中商店（旧：㈱丸本田中商店） |
| 6代目 | 中村 平和   | 2001－2002 | 青森文具㈱                         |
| 7代目 | 元木 一純   | 2002－2014 | ㈱元木商店                         |
| 8代目 | 西 秀記     | 2014－2023 | ㈱西衡器製作所                     |
| 9代目 | 柳谷 章二   | 2023－     | ㈱マツダアンフィニ青森             |

※2025年4月時点

## 施設概要
| 共同物流センター                                          | 中小企業流通業務効率化促進法・認定 【委託先】青森問屋町配送㈱ 自動車運送取扱事業・軽車輌等運送事業・ 一般区域貨物自動車運送事業・倉庫業 |
| 共同倉庫                                                  | 問屋町内2棟 30坪 2ヶ所 / 50坪 2ヶ所 / 60坪 1ヶ所 / 100坪 3ヶ所 第二問屋町内3棟 50坪 15ヶ所 / 68坪 1ヶ所 / 100坪 7ヶ所 / 166坪 1ヶ所     |
| 共同駐車場                                                | 問屋町、第二問屋町内に22ヶ所 収容台数 約1,000台                                                                                         |
| 問屋町交流ストア （問屋町会館内）                         | 食料品・日用雑貨・クリーニング・県証紙・有料道路回数券等                                                                                |
| 問屋町会館 （協同組合青森総合卸センター）                 | 1階 組合事務局・会議室・簡易郵便局・駐車場（60台収容） 2階 大会議室・オンライン対応会議室                                               |
| 問屋町セルフ ガソリンスタンド（角弘エクスプレス問屋町SS） | セルフ給油設備4基（自動車燃料用マルチ計量機3基、灯油1基） 洗車機1基、モービル1センター（車輌整備作業場） 「ドトール」コーヒーショップ   |
| 野球場                                                    | 青森市雲谷地区(駐車場完備) |

その他、簡易郵便局や青森みちのく銀行、青森産業会館、青森市はまなす会館などがある。